# Lawrence Naesen
Lawrence Naesen (ur. 28 sierpnia 1992 w Berlare) – belgijski kolarz szosowy.
Jego starszy brat, Oliver Naesen, także jest kolarzem.

## Osiągnięcia
Opracowano na podstawie:
2017
- 3. miejsce w Bruges Cycling Classic

2019
- 8. miejsce w Eschborn-Frankfurt
- 4. miejsce w mistrzostwach Europy (mieszana jazda drużynowa na czas)

## Rankingi
| Rok             | 2016  | 2017 | 2018  | 2019 | 2020 | 2021 | 2022  | 2023  |
| --------------- | ----- | ---- | ----- | ---- | ---- | ---- | ----- | ----- |
| UCI World Tour  | -     | -    | 396.  |      |      |      |       |       |
| World Ranking   | 1132. | 415. | 1712. | 255. | 279. | 505. | 1394. | 1426. |
| UCI Europe Tour | 770.  | 207. | 1461. | 207. | 228. | 408. | 946.  | -     |
| UCI Asia Tour   | -     | -    | 454.  |      |      |      |       |       |
|                 |       |      |       |      |      |      |       |       |
| Źródło: UCI     |       |      |       |      |      |      |       |       |